# Ricardo Maduro
Ricardo Rodolfo Maduro Joest (ur. 20 kwietnia 1946) – honduraski polityk, przedsiębiorca i ekonomista, prezes Banku Centralnego w latach 1990-1994, prezydent Hondurasu od 2002 do 2006 z ramienia Partii Narodowej (NPH).